# Walter Enzinger
Walter Enzinger (* 11. Juli 1944 in Gföhl, Niederösterreich) ist ein österreichischer Heimatforscher.

## Leben
Walter Enzinger wurde als zweites Kind von Anton Enzinger und Antonia Huber in Gföhl geboren. Er besuchte die Volks- und Hauptschule in Gföhl.
Im Jahr 1962 machte er die Konzessionsprüfung für das Gewerbe Sodawasser- und Limonadenerzeugung. Nach dem Bundesheer war er von 1964 bis 2001 Justizbeamter bei den Bezirksgerichten in Gföhl, Krems an der Donau, Langenlois und Kirchberg am Wechsel. Von 1965 bis 2012 war er als Sodawasser- und Limonadenerzeuger mit Getränkehandel selbständig tätig.
Nach seiner Hochzeit mit Hermine Leirer wurde er Vater von Katharina, Magdalena, Susanne († 1980) und Walter († 1983).

## Kuratierte und eigene Ausstellungen
- 1982: Gföhl in Dokumenten und Bildern. anlässlich der 800-Jahr-Feier
- 1991: Siglinde Layr. Vernissage und Ausstellung
- 1995: Herbert Preyer. Ölbilder und Aquarelle.
- 1996: Gföhl in alten Ansichten. Fotoausstellung in der „Alten Schmiede“ (Scheichl)
- 1997: Arbeit und Wohltun - Die Familie Gutmann in der ausgehenden Monarchie und in der Republik. im Schloss Jaidhof
- 1997 und 1998: Kultureller Herbst im Gföhlerwald. Veranstaltungsreihen
- 2000: Bilder unserer Landschaft. anlässlich des Stadtfestes
- 2001: Seinerzeit - unsere Zeit. Gföhl. Die letzten 50 Jahre. Alltägliches und Außergewöhnliches aus fünf Jahrzehnten.
- 2002: Leopold Figl und Gföhl. Zum 100. Geburtstag des großen Österreichers.
- 2017: Gföhler Menschenbilder. Fotos aus 1989 zu 50 Gföhler und Gföhlerinnen, Großformat Schwarz/Weiß, im Stadtsaal

## Publikationen
- Gföhl in alten Ansichten. Eigenverlag Walter Enzinger, Gföhl 1981, 64 Seiten.
- Redaktion und Mitverfasser zum 800 Jahre Gföhl. Heimatbuch. Herausgegeben von Johann A. Wurzer, Bildungswerk Gföhl, Gföhl 1982, 635 Seiten.[1]
- mit Paul Ney: Bildstöcke und Kreuze um Gföhl. Eigenverlag Walter Enzinger, Gföhl 1985, 72 Seiten.
- Hrsg.: Das neue Rathaus in Gföhl oder das alte Edhoferhaus. Eigenverlag Walter Enzinger, Gföhl 1987, 64 Seiten.
- Hrsg.: Paul Ney: Bomben auf Reittern bei Gföhl und andere Begebenheiten. Eigenverlag Walter Enzinger, Gföhl 1988, 72 Seiten.
- Hrsg.: Heimatbuch Jaidhof. Von der Herrschaft zur Gemeinde. Eigenverlag Walter Enzinger, Gföhl 1992, 582 Seiten.
- Hrsg.: Pfarrbuch Gföhl. Portrait einer lebendigen Christengemeinde. Eigenverlag Walter Enzinger, Gföhl 2003, 432 Seiten.
- Hrsg.: Familiengeschichte Enzinger. Zurück zu den Wurzeln. Erforscht und zusammengestellt von Walter Enzinger. Mit Ahnenreihen und Stammlisten von Hermine Enzinger, geborene Leirer. Eigenverlag Walter Enzinger, Gföhl 2008, 313 Seiten.
- Gföhl. Gassen, Straßen, Plätze. Der Hausberg, die Burg. Eigenverlag Walter Enzinger, Gföhl 2023, 159 Seiten.

## Super 8 mm Tonfilme und Bildpräsentationen
- Tennis 74. Werden und Entstehen des Gföhler Tennisclubs. 1974
- Mit Dampf durchs Waldviertel. 75 Jahre Thayatalbahn. Jubiläumsfahrt. 1978
- Mein Hobby. Die Bienen. 1979
- Gföhl im Kirchenjahr. 1979
- Die Feuerwehr in Gföhl. 1991
- Bilder unserer Stadt. Vertonte Bildershow, 2004
- Bilder unserer Kirche. Vertonte Bildershow, 2004
- Gföhler Menschenbilder. Vertonte Bildershow, 2017

## Mitgliedschaften
- 1960–1992: Mitglied des Gföhler Kirchenchors
- seit 1960 Imker und seit 1964 Mitglied des Gföhler Imkervereines, seit 2013 in Krems
- seit 1962 Mitglied der Freiwilligen Feuerwehr Gföhl (1963 FLA B, 1963 S, 1969 G)
- 1969–1974: Schriftführer des Fremdenverkehrsausschusses der Gemeinde Gföhl
- seit 1972: Kassier und Schriftführer der Turnergruppe Gföhl
- seit 1973: Tennisclub Gföhl, anfangs Schriftführerund Obmann
- 1978–1993: Mitarbeit beim Bildungs- und Heimatwerk Niederösterreich für Gföhl
- 1979–1992: Mitglied des Gesang- und Orchestervereins Gföhl
- seit 1994: Kantor in der Pfarre Gföhl
- 1986–2013: Leiter des „Jour fixe“ - Gföhler Kulturkreis
- 1986–2014: Redakteur des Gföhlerwald-Kulturspiegels, 27 Jahrgänge, 82 Hefte
- 1988–2007: Mitglied des Dorf- und (später) Stadterneuerungsvereines Gföhl
- 1993–2015: Vorstandsmitglied der Raiffeisenbank Region Waldviertel Mitte
- 1993–2014: Ortsstellenleiter vom Bildungs- und Heimatwerk Niederösterreich in Gföhl

## Auszeichnungen
- 1994: Wirtschaftskammer Niederösterreich - Silberne Ehrennadel
- 1997: Rotary Umweltpreis 1997. Rotary Distrikt 1910, Rotary International, als Vorkämpfer und Wegbereiter für Windenergieanlagen
- 2013: NÖ Imkerverband - Goldenes Ehrenzeichen für Verdienste um die Bienenzucht
- 2023: NÖ Landesregierung - Ehrenzeichen für 60-jährige Tätigkeit im Feuerwehrwesen